# Молина, Кармен
Кармен Молина (исп. Carmen Molina) (20 января 1920, Мехико, Мексика — 17 октября 1998, там же) — мексиканская актриса театра и кино, балерина и певица.

## Биография
Родилась 20 января 1920 года в Мехико. Училась в школе Нуэстра-Сеньора-де-лос-Анхелес. В мексиканском кинематографе дебютировала в 1936 году подростком, снявшись в фильме Что мне сделать с существом? и с тех пор снялась в 37 работах в кино и телесериалах. Параллельно с актёрской карьерой неплохо танцевала в качестве балерины, а также выступала с сольными песнями в качестве певицы. В 1948 году она была номинирована на премию Ariel de Plata, но потерпела поражение и уступила Колумбе Домингес. В середине 1950-х годах актрису также наперебой приглашали на съёмки фильмов, но актриса была разочарована тем, что ей не хотели давать главные, либо ведущие роли, которые она заслуживала и решила порвать с кинематографом и уйти в театр в 1952 году. Через десять лет, в 1962 году с подачи мексиканского актёра-комика Кантинфласа, актриса вновь вернулась в кино, дебютировав до этого в мексиканских телесериалах. Актриса получила то, чего заслужила — ведущую роль. После успеха актриса решила больше не отказываться от съёмок, невзирая на то, какую роль ей предлагали режиссёры. Так с переменным успехом актриса снималась вплоть до 1983 года. После выхода на пенсию, актриса решила полностью отказаться от дальнейших съёмок.
Скончалась 17 октября 1998 года в Мехико.

## Фильмография

### Телесериалы
| Год | Название телесериала | Роль |
| --- | -------------------- | ---- |
|     |                      |      |
|     |                      |      |
|     |                      |      |

### Фильмы
| Год  | Название фильма                            | Роль                        |
| ---- | ------------------------------------------ | --------------------------- |
| 1936 | Что мне делать с этим существом?           | Роса, жена Хуана            |
| 1937 | Прощай, Никанор; Сердце, не обманывай себя | Лупе; Карменсита            |
| 1941 | Курица-наседка                             | Пита                        |
| 1942 | Симон Боливар                              | Мария Тереса дель Торо      |
| 1944 | Сан-Франциско-де-Асис; Три кабальеро       | Клара; Мексиканская женщина |